# Torre de Cuadros
La Torre de Cuadros se levanta en un farallón rocoso situado en el piedemonte nororiental del Cerro Carluco (1441 metros), a la salida del río Bedmar, en el término municipal de Bedmar y Garcíez, provincia de Jaén.

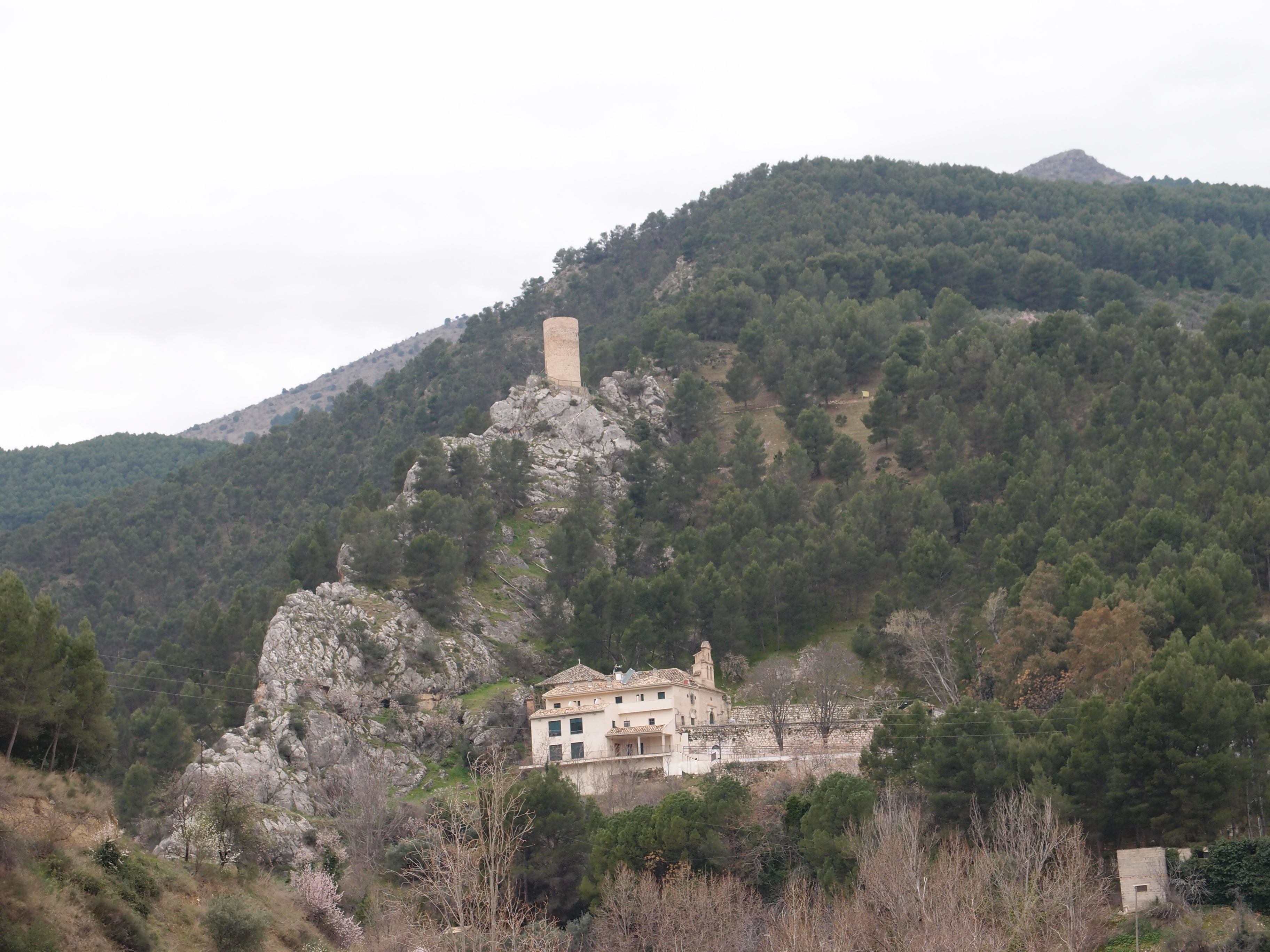
Torre de Cuadros sobre el farallón rocoso. La ermita de Cuadros debajo de ella

## Descripción
Esta torre-atalaya es de planta cilíndrica, de 6,37 metros de diámetro y 12 metros de altura. Los muros miden 1,6 metros de grosor y están perforados por 3 saeteras. La torre está desmochada y ha perdido el parapeto de su terraza. El interior estaba dividido en 3 plantas. Las dos primeras tuvieron techumbre de madera (aún se pueden observar en el muro los mechinales de las vigas de madera). 
La planta superior tenía por cubierta una cúpula semiesférica que cubría la terraza. Debía ascenderse por escalera de madera, y a la terraza por la escalera empotrada en el muro, accediéndose a ella por un vano rematado por arco de medio punto. 
En el aposento intermedio, que está al nivel de la entrada, se abre una saetera muy derramada hacia el interior y cubierta de bóveda. La entrada se cubre con bóveda apuntada. 
La habitación inferior debió de servir como almacén, puesto que no presenta ningún punto de luz ni ventilación, y solo tiene 1,55 metros de altura. También pudo ser un aljibe, aunque no se aprecian restos de calafateado en los muros. 
Otra saetera se abre en el habitáculo superior, justo encima de la correspondiente del piso intermedio, e igualmente, muy vaciada hacia adentro y cubierta por bóveda apuntada. El encuadre exterior de las saeteras y el perfil de los vanos de la entrada a la torre y a la terraza, son de sillería. 
El resto de la torre, incluida la bóveda que sostenía la terraza, utiliza mampuestos en hiladas regulares, muy ripiados y calzados en sus huecos. 
Según estos mismos autores, delante de la entrada de la torre, que da al Sureste, se observaban restos de una plataforma de unos 7 metros cuadrados que debió de estar cerrada por un parapeto y que tendría una prolongación o covachuela de 8 metros de lado. 
Actualmente, esta estructura ha desaparecido a consecuencia de las obras de restauración y de acondicionamiento del terreno para facilitar el acceso a la torre mediante escaleras.

## Historia
El Castillo de "Quadros" aparece citado en un documento de Alfonso X de 1260. Actualmente solo subsiste esta torre cilíndrica, que según las informaciones orales tomadas por Milagros Jiménez y Tomás Quesada (1992), fue construida sobre un edificio antiguo "de moros", que podría corresponder al "castiello" que cita el documento, ya que según estos mismos autores, la torre es claramente posterior al siglo XIII, siendo construida por los castellanos para proteger el paso que desde Bedmar cruza la Sierra hasta Cambil entre los picos de Sierra Mágina y Almadén. Francisco Cerezo y Juan Eslava (1989) fechan su construcción a principios del siglo XIV.
Así pues, tenemos una construcción anterior a la torre, hoy desaparecida, construida probablemente en el siglo XII, pues es en esta época cuando al-Jatib cita en su Ihata el topónimo "Qutrus" para referirse a este lugar. Podría tratarse de una arabización de un topónimo preárabe, seguramente del término latino "Quattuor".
Posteriormente a la Conquista cristiana de estos territorios, el Castillo de Cuadros se cita en las Capitulaciones del Tratado de Algeciras (1310), por las que el rey de Granada Nasr cedió a Fernando IV Quesada, Bedmar y sus castillos Cuadros y Chunguín.
A finales del siglo XVI, lo único que queda en pie es la torre, pues solo ella es citada en las Relaciones de Felipe II: 

"... Y otra [torre] junto a una hermita que se llama Nuestra Señora de Quadros, que es de muncha devoçion. Está media legua desta villa, ençima de la dicha ermita, que lo uno y lo otro está junto al riato".